# دارماهی
دارماهی، روستایی از توابع بخش مرکزی شهرستان سلسله در استان لرستان ایران است.

## جمعیت
این روستا در دهستان هنام قرار دارد و براساس سرشماری مرکز آمار ایران در سال ۱۳۸۵، جمعیت آن ۳۰۲ نفر (۷۲خانوار) بوده‌است.اکثر خانواده های به خرم آباد مهاجرت کردند در واقع این روستا متعلق به خانواده داوود علی کریمی بوده است که به خاطر درختان زیاد و ماهی های معروفش دارماهی نام گرفته است و شغل اکثر مردم از کشاورزی به باغداری تغییر کرده است